# Sodalith
Sodalith ist ein eher selten vorkommendes Mineral aus der Mineralklasse der „Silikate und Germanate“ mit der chemischen Zusammensetzung Na8[Cl2|(AlSiO4)6] und ist damit chemisch gesehen ein Natrium-Alumosilikat mit zusätzlichen Chloridionen.
Sodalith kristallisiert im kubischen Kristallsystem und entwickelt meist körnige bis massige Mineral-Aggregate mit einer Größe von bis über einen Meter, seltener kleine, millimeter- bis zentimetergroße Kristalle in meist graublauer bis dunkelblauer Farbe. Je nach Fremdbeimengungen oder Einschlüssen kann Sodalith auch eine weiße, gelbe oder lila bis rosa (Hackmanit) Farbe annehmen. Auch farblose Kristalle sind bekannt.
Sodalith gehört zu den Foiden und bildet zusammen mit Bicchulith, Danalith, Genthelvin, Haüyn, Helvin, Kamaishilith, Lasurit, Nosean, Tsaregorodtsevit und Tugtupit eine nach ihm benannte Mineralgruppe.

## Etymologie und Geschichte
Der Name Sodalith ist ein zusammengesetztes Lehnwort aus dem lateinischen Sodium für Natrium und dem griechischen λίθος lithos für Stein und nimmt Bezug auf seinen hohen Natriumgehalt.
Erstmals gefunden wurde Sodalith im Ilimmaasaq-Komplex in der Provinz Kitaa (Westgrönland) und beschrieben 1812 durch Thomas Thomson.
Linus Pauling veröffentlichte im Jahr 1930 einen ersten Vorschlag zur Struktur des Sodaliths, den 1967 Jürgen Löns und H. Schulz durch ihre kristallographischen Arbeiten bestätigten.

## Klassifikation
Bereits in der veralteten 8. Auflage der Mineralsystematik nach Strunz gehörte der Sodalith zur Mineralklasse der „Silikate und Germanate“ und dort zur Abteilung der „Gerüstsilikate (Tektosilikate), mit Zeolithen“, wo er zusammen mit Nosean die „Sodalith-Nosean-Reihe“ mit der System-Nr. VIII/F.07 und den weiteren Mitgliedern Haüyn Lasurit und Tugtupit bildete.
Im zuletzt 2018 überarbeiteten und aktualisierten Lapis-Mineralienverzeichnis nach Stefan Weiß, das sich aus Rücksicht auf private Sammler und institutionelle Sammlungen noch nach dieser alten Form der Systematik von Karl Hugo Strunz richtet, erhielt das Mineral die System- und Mineral-Nr. VIII/J.11-10. In der „Lapis-Systematik“ entspricht dies der ebenfalls der Abteilung „Gerüstsilikate“, wo Sodalith zusammen mit Bicchulith, Haüyn, Hydrosodalith, Kamaishilith, Lasurit, Nosean, Tsaregorodtsevit, Tugtupit und Vladimirivanovit eine eigenständige, aber unbenannte Gruppe bildet.
Die seit 2001 gültige und von der International Mineralogical Association (IMA) bis 2009 aktualisierte 9. Auflage der Strunz’schen Mineralsystematik ordnet den Sodalith dagegen in die bereits feiner unterteilte Abteilung der „Gerüstsilikate (Tektosilikate) ohne zeolithisches H2O“ ein. Diese ist zudem weiter unterteilt nach der möglichen Anwesenheit zusätzlicher Anionen, so dass das Mineral entsprechend seiner Zusammensetzung in der Unterabteilung „Gerüstsilikate (Tektosilikate) mit zusätzlichen Anionen“ zu finden ist, wo es zusammen mit Danalith die „Sodalith-Danalith-Gruppe“ mit der System-Nr. 9.FB.10 und den weiteren Mitgliedern Bicchulith, Genthelvin, Haüyn, Helvin, Kamaishilith, Lasurit, Nosean, Tsaregorodtsevit und Tugtupit bildet.
Auch die vorwiegend im englischen Sprachraum gebräuchliche Systematik der Minerale nach Dana ordnet den Sodalith in die Klasse der „Silikate und Germanate“ und dort in die Abteilung der „Gerüstsilikate: Al-Si-Gitter“ ein. Hier ist er ebenfalls als Namensgeber der „Sodalithgruppe“ mit der System-Nr. 76.02.03 innerhalb der Unterabteilung „Gerüstsilikate: Al-Si-Gitter, Feldspatvertreter und verwandte Arten“ zu finden.

## Kristallstruktur
Sodalith kristallisiert im kubischen Kristallsystem in der Raumgruppe P43n (Raumgruppen-Nr. 218) mit dem Gitterparameter a = 8,88 Å sowie einer Formeleinheit pro Elementarzelle.
Die Sodalith-Struktur (Abb. 1) lässt sich als eine kubisch dichteste Packung von 6er-Ringen in Richtung [111] beschreiben. Aluminium-, Silizium- und Sauerstoffatome bilden die kovalente Struktur des Gitters. Abbildung 2 zeigt die Positionen des Al und Si. Zwischen den Al und Si befindet sich nahe den roten Verbindungslinien je ein O. Das Gitter trägt negative Ladungen und geht ionische Bindungen mit Natrium-Kationen ein (siehe Alumosilikat).
Diese Struktur erfordert die chemische Zusammensetzung Na6[Al6Si6O24] und ist farblos.
Jeder Sodalith-Käfig dieser Zusammensetzung hat innen einen leeren Raum und kann andere Stoffe (Kationen und Anionen oder auch Wasser) enthalten. Diese Stoffe können die Ursache für die Farben der auf dem Sodalith basierenden Minerale sein.
|                        |                                                         |                                                                                 |
| Abb. 1: Sodalith-Käfig | Abb. 2: Sodalith-Käfig mit den Positionen von Al und Si | Abb. 3: Sodalith aus 8 Sodalith-Käfigen, ein neunter Käfig entsteht im Zentrum. |

## Eigenschaften
Je nach Fundort weist Sodalith unter langwelligem und kurzwelligem UV-Licht eine kräftige, orangerote Fluoreszenz sowie gelbe Phosphoreszenz auf.
Sodalith ist in schwachen bis mäßig starken Säuren wie beispielsweise Salzsäure leicht löslich, wobei es sich zunächst entfärbt und nach einiger Zeit unter Ausfällung von Kieselgel auflöst. Unter Wärmeeinwirkung verlaufen die Reaktionen, vor allem der Farbverlust, auch schneller. Bereits kochendes Wasser ist in der Lage, dem Sodalith Natrium und Chlor zu entziehen.

## Modifikationen und Varietäten

### Hackmanit

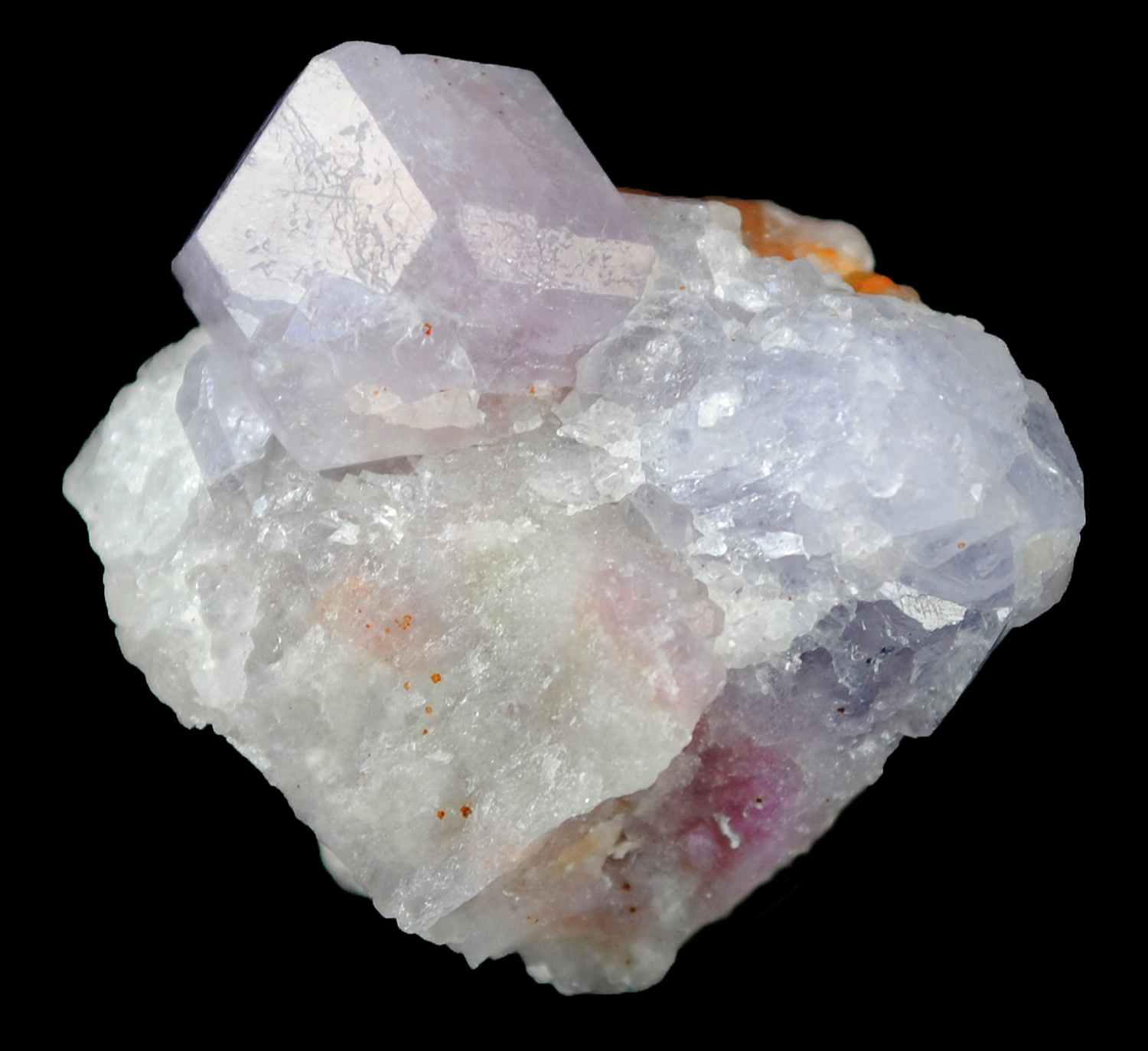
Perfekter Einkristall eines blass rosa Hackmanits aus dem Kokscha-Tal, Badachschan, Afghanistan

Als Hackmanit (benannt nach Victor Hackman) wird eine sulfathaltige, weißliche bis rosaviolettfarbene Varietät bezeichnet, die erstmals 1991 in Québec (Kanada) in schleifwürdiger Qualität entdeckt wurde. Eine besondere Eigenschaft des Hackmanits ist seine Photochromie (englisch tenebrescence), wahrscheinlich verursacht durch Farbzentren. Hackmanite mit dieser Eigenschaft wurden unter anderem in Bancroft in Ontario und am Mont Saint-Hilaire in Québec in Kanada, im Karbonatit-Alkali-Komplex Magnet Cove im Hot Spring County von Arkansas (USA), im „Ilimmaasaq-Komplex“ (auch Ilimaussaq oder englisch Ilímaussaq) und bei Narssaq in Grönland, im Langesundfjord in der norwegischen Provinz Telemark sowie in den Chibinen auf der russischen Halbinsel Kola.
Im Gegensatz zum „normalen“ Hackmanit verblasst seine Farbe nicht unter Sonnenlicht, sondern wird intensiver. Noch stärker ist der Effekt bei Verwendung einer UV-Lampe oder einer Röntgenquelle, unter deren Einfluss sich die Farbe innerhalb von Zehntelsekunden zu einem kräftigen Violett steigern lässt. Zusätzlich kommt es zu einer rosa- bis orangefarbenen Fluoreszenz. Hackmanite anderer Fundstellen laden dagegen ihre Farbe in der Dunkelheit wieder auf.
Zusätzlich konnten Forscher um Sami Vuori 2022 nachweisen, dass Hackmanit auch „radiochromische“ bzw. „radiochromatische“ Eigenschaften besitzt. Durch Bestrahlung mit radioaktiven Substanzen, die Alpha-, Beta- oder Gammastrahlen aussenden, ändert das Mineral seine Farbe nach rosa- bis rötlichviolett, die umso intensiver wird, je stärker die Belastung ist. Die Färbung ist der durch UV- und Röntgenstrahlung verursachten sehr ähnlich, geht aber langsamer vor sich. Wie bei den vorgenannten Quellen ist jedoch auch die durch ionisierende Strahlung verursachte Färbung reversibel, das heißt, Hackmanit entfärbt sich nach Beendigung der Strahlenbelastung wieder. Allerdings „merkt“ sich das Mineral vergangene Strahlenexpositionen, weil durch diese winzige Defekte in dessen Kristallstruktur verursacht werden.
Aufgrund seiner reversiblen, dosisabhängigen Färbung wäre Hackmanit Vuori und seinen Kollegen zufolge als umweltfreundlicher Indikator in Dosimetern geeignet. Im Gegensatz zum ungiftigen Hackmanit besteht bisheriges radiochromes Dosimeter-Material meist aus giftigen oder nicht wiederverwendbaren Substanzen.

### Verwandte Minerale
Lasurit (auch Ultramarin) ist Bestandteil des Mineralgemischs Lapislazuli. Sodalith mit S3−- und S2−-Radikalen erzeugt durch die Anordnung (Koordination) in den Sodalith-Käfigen eine intensiv blaue Farbe.
Nosean besitzt ebenfalls die Gerüststruktur des Sodaliths, jedoch ist nur jeder zweite Käfig mit dem zweiwertigen Sulfatanion besetzt. Die Verbindung ist farblos.

## Bildung und Fundorte
Sodalith bildet sich meist in magmatischen Gesteinen mit mittlerem bis niedrigem SiO2-Gehalt wie unter anderem Nephelin-Syeniten, Phonolithen und verwandten Gesteinen, aber auch metasomatisch in kalkhaltigen Gesteinen und Marmor. Begleitminerale sind unter anderem Aegirin, Ankerit, Albit, Andradit, Baryt, Calcit, Cancrinit, Fluorit, Nephelin, Mikroklin und Sanidin.
Als eher seltene Mineralbildung kann Sodalith an verschiedenen Fundorten zum Teil zwar reichlich vorhanden sein (z. T. sogar gesteinsbildend), insgesamt ist er aber wenig verbreitet. Weltweit kennt man bisher (Stand 2016) rund 500 Fundorte. Neben seiner Typlokalität Ilímaussaq-Massiv wurde Sodalith auch in weiteren Regionen der Provinz Kitaa sowie der Provinz Tunu in Grönland gefunden.
Weitere bisher bekannte Fundorte sind unter anderem Badachschan (Sar-e-Sang) und Lugar in Afghanistan; Shvanidzorskii in Armenien; New South Wales und Tasmanien in Australien; Cochabamba in Bolivien; die nordöstlichen und südöstlichen Regionen von Brasilien; Shaanxi in China; Baden-Württemberg (Kaiserstuhl) und Rheinland-Pfalz (Eifel) in Deutschland; Auvergne-Rhône-Alpes in Frankreich; Thrakien in Griechenland; Los Archipelago in Guinea; Apulien, Kampanien und Latium in Italien; die südliche Region von Kamerun; British Columbia, Ontario und Québec in Kanada; bei Almaty und Aqtöbe in Kasachstan; Chonashu (Irtashskii) in Kirgisistan; Kivu im Kongo; Pokchin-san in Korea; bei Balaka und Chitipa in Malawi; bei Kidal in Mali; Meknès-Tafilalet in Marokko; Chihuahua in Mexiko; in der Wüste Gobi (Mongolei); Mandalay in Myanmar; Khomas in Namibia; mehrere Regionen in Norwegen; Burgenland und Steiermark in Österreich; Puno in Peru; auf den Azoren und bei Faro in Portugal; im Kreis Harghita in Rumänien; einige Regionen in Russland; Südafrika; auf den Kanarischen Inseln in Spanien; mehrere Regionen in Schweden; Tessin in der Schweiz; Arusha in Tansania; Schottland in Großbritannien; Böhmen in Tschechien; Donezk in der Ukraine; mehrere Regionen der USA; sowie am Amazonas in Venezuela. In Sambia zwei Fundorte, bei Solwezi und Lusaka.

## Verwendung
Sodalith wird aufgrund der oft lebhaft gefleckten Färbung gerne zu Schmucksteinen in Form von Gemmen und kleinen Skulpturen, aber auch Kugeln oder Cabochon für Halsketten sowie facettiert für Ringe verarbeitet. Großflächige tiefblaue Steine werden bisweilen als „Royal Blue“, blaue Steine als „Blue Sapo“, blaue Steine mit wenigen hellen Einschlüssen als „Blue Tiger“ und hellblaue Steine mit weißen Einschlüssen als „Nuvolato“ bezeichnet.
Als Dekoration wird Sodalith auch in der Aquaristik verwendet.
Großflächige Vorkommen wie unter anderem in Bolivien, Brasilien, Sambia und Namibia werden zu Boden- und Wandfliesen bzw. Fassadenplatten verarbeitet, wobei das namibische Vorkommen momentan nicht abgebaut wird. Bolivianisches Material ist sehr selten am Markt erhältlich, da der Abbau unter erschwerten Bedingungen erfolgt. Blue King aus Sambia wird ebenfalls nicht mehr abgebaut, da als Dekorgestein optisch nicht attraktiv. Eingeführt am Markt ist nur das brasilianische Material, Handelsname Azul Bahia.
Als Pigment ist Sodalith eher von untergeordneter Bedeutung. Sein ihm verwandtes Mineral Lasurit und das Mineralgemisch Lapislazuli werden als Pigmentlieferant bevorzugt.
In der Wissenschaft dienen synthetische Sodalithe, deren Zusammensetzung oft von der des Minerals abweichen, als Modellsystem für die Stoffgruppe Zeolithe. Der Sodalithkäfig ist ein struktureller Baustein der technisch wichtigen Verbindungen Zeolith A, Zeolith X und Zeolith Y. Die technische Synthese der Sodalithe erfolgt meist hydrothermal.

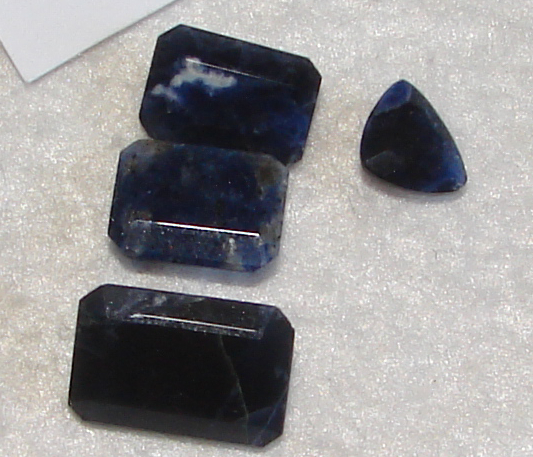
Facettierte Sodalithe
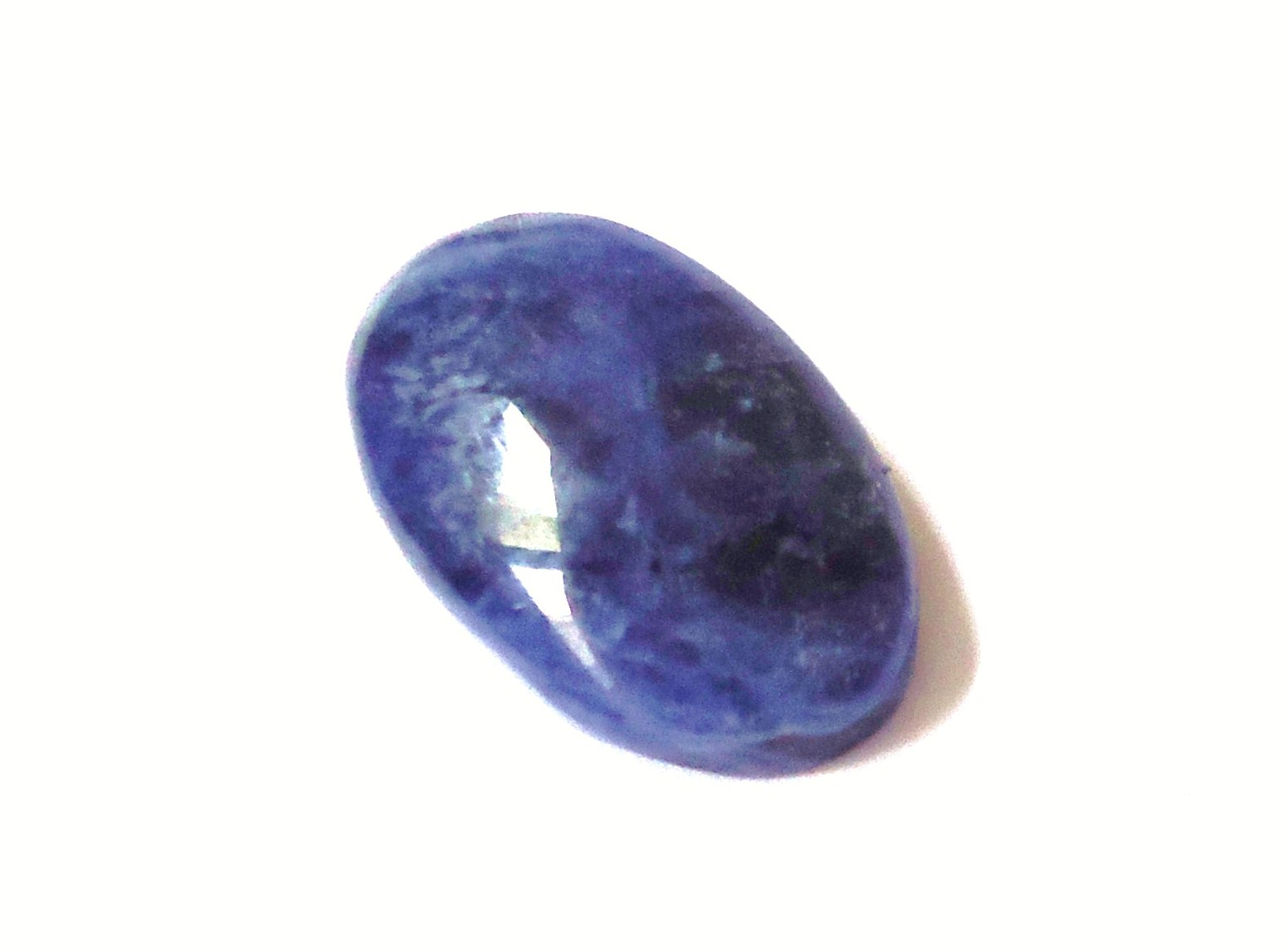
Sodalith-Cabochon
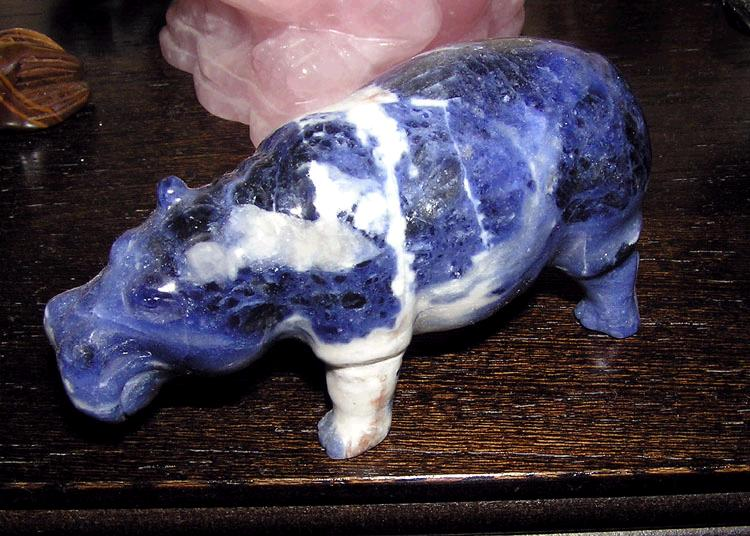
Nilpferdskulptur aus Sodalith
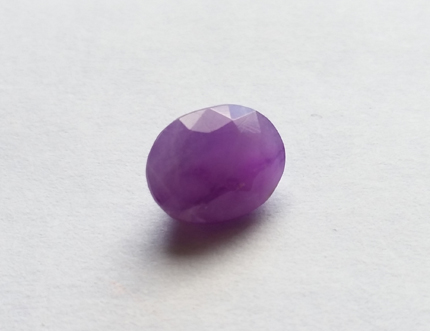
Hackmanit, 2.01 ct, aus Mogok Myanmar